# ロシアの自治管区

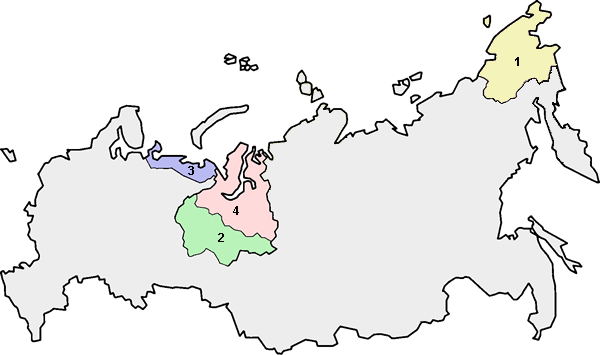
2008年3月現在のロシアの自治管区
1. チュクチ自治管区
2. ハンティ・マンシ自治管区
3. ネネツ自治管区
4. ヤマロ・ネネツ自治管区

自治管区（じちかんく、ロシア語: aвтономный округ, 英語: autonomous okrug）は、ロシア連邦の連邦構成主体の一種。また、州や地方など一部の連邦構成主体には、その下の地区の一つに自治管区がある場合もある。各管区では、管区名となっている少数民族による自治が行われている。

## 一覧
2014年現在、ロシアには85の連邦構成主体に分かれているが、そのうちの4つは自治管区となっている。
- チュクチ自治管区
- ハンティ・マンシ自治管区
- ネネツ自治管区
- ヤマロ・ネネツ自治管区

ロシア語の「округ」（okrug, オークルグ）は地区、管区などと訳され、ソ連時代の初期に「州」（oblast, オーブラスチ）や「地方」（krai, クライ）などの下にあった地域区分である。ロシア連邦大統領が全国を7つの地区に分けて監督する「連邦管区」も「Федеральный округ」とオークルグの名がつく。スラブ諸国では、オクルグは郡や地域などの地方自治体の名に広く用いられている。

## 歴史
少数民族が管区あるいは地区を自治するという形式の地方組織は、ソビエト連邦初期の1920年代に「民族管区」（national okrug）の名で誕生し、1930年代には各地に民族管区が設けられた。
旧ソビエト連邦およびロシア・ソビエト連邦社会主義共和国（ロシアSFSR）では、ナーツィヤ（民族）、ナロードノスチ（亜民族）、プレーミャ（種族）という民族集団の規模や自立度の階層に応じて三段階の民族自治体があり、段階が下がるにつれて自治権は小さくなっていた。国民国家を形成できる規模とまとまりの民族（ナーツィヤ）による共和国（ソビエト連邦構成共和国、SSR）や自治共和国（自治ソビエト社会主義共和国、ASSR）、国家を持つには至らないまとまった民族（ナロードノスチ）による自治州（AO）、そして先住の小さな民族（プレーミャ）による民族管区である。民族管区は、人口が少なく国語を形成するほどの自立度には至らない規模の、北方の少数民族などの住む地域に置かれた。
また、かつてソビエト連邦時代は、「民族区」と呼ばれる連邦構成主体が存在し、ショル人やナナイ人、トファ人、ウリチ人、シャプスグ人、ヴェプス人、イジョラ人、アバザ人等の「民族区」が存在していたが、ソビエト連邦の崩壊から現在に至るまでに民族区は消滅していった。
1977年のソビエト連邦憲法の改正では、自治を強調するために「民族管区」から「自治管区」（autonomous okrug）へと名称を変更している。この憲法では、自治管区は「州」や「地方」といったレベルの地方組織の下部にあるとされた。しかし、1990年12月15日改定のソ連憲法では、自治管区はソビエト連邦構成共和国（ロシア・ソビエト連邦社会主義共和国など）の直下にあり州や地方と同格とされた。ただし自治管区は、かつて属していた州や地方の管轄下にとどまった。
1990年の段階で、ロシア・ソビエト連邦社会主義共和国内には10の自治管区があった。2000年代に入ってからの地方改革で自治管区は周囲の州や地方への統合が進み、独立した連邦構成主体としての地位を失い他の地方など連邦構成主体の一地区となるものが増えた。残った自治管区にも、周囲の州との統合の計画がある。以下に挙げるものは1990年時点での自治管区とその属する州・地方、カッコ内は2008年現在の状態である。
- マガダン州 - チュクチ自治管区　（現在はマガダン州に属していない）
- カムチャツカ州 - コリャーク自治管区　（現在はカムチャツカ地方のコリャーク管区）
- チタ州 - アガ・ブリヤート自治管区　（現在は両者統合しザバイカリエ地方のアガ・ブリヤート管区）
- イルクーツク州 - ウスチオルダ・ブリヤート自治管区　（現在はイルクーツク州のウスチオルダ・ブリヤート管区）
- クラスノヤルスク地方 - エヴェンキ自治管区　（現在はクラスノヤルスク地方のエヴェンキ管区）
- クラスノヤルスク地方 - タイミル自治管区　（現在はクラスノヤルスク地方のタイミル・ドルガン＝ネネツ管区）
- チュメニ州 - ハンティ・マンシ自治管区
- チュメニ州 - ヤマロ・ネネツ自治管区
- ペルミ州 - コミ・ペルミャク自治管区　（現在はペルミ地方のコミ・ペルミャク管区）
- アルハンゲリスク州 - ネネツ自治管区

## 人口動静
| 自治管区旗                           | 自治管区紋章 | 自治管区 現存する自治管区は太字で表示                                                                  | 地域区分   | 基幹民族             | 人口に 占める 基幹民族 （2002年） | 基幹民族の言語系統          | 基幹民族の主な宗教                   | 人口に 占める 民族ロ シア人 （2002年） | 総人口（2002年） |
| ------------------------------------ | ------------ | --- | ---------- | -------------------- | --------------------------------- | --------------------------- | ------------------------------------ | -------------------------------------- | ---------------- |
| アガ・ブリヤート自治管区の旗         |              | アガ・ブリヤート自治管区 (Аги́нский-Буря́тский, Агын Буряадай, Aga Buryatia)                             | アジア     | ブリヤート人         | 62.5 %                            | モンゴル諸語                | チベット仏教、シャーマニズム         | 35.1 %                                 | 72,213           |
| チュクチ自治管区の旗                 |              | チュクチ自治管区 (Чуко́тский, Чукоткакэн, Chukotka)                                                     | アジア     | チュクチ人           | 23.4 %                            | 古シベリア諸語              | シャーマニズム、正教会               | 51.9 %                                 | 53,824           |
| エヴェンキ自治管区の旗               |              | エヴェンキ自治管区 (Эвенки́йский, Эведы, Evenkia)                                                       | アジア     | エヴェンキ人         | 21.5 %                            | ツングース諸語              | シャーマニズム、正教会、チベット仏教 | 61.9 %                                 | 17,697           |
| ハンティ・マンシ自治管区の旗         |              | ハンティ・マンシ自治管区 （ユグラ） (Ха́нты-Манси́йский, Khanty–Mansi) (Югра́, Yugra)                     | アジア     | ハンティ人、マンシ人 | 1.9 %                             | フィン・ウゴル語派          | 正教会、シャーマニズム               | 66.1 %                                 | 1,432,817        |
| コリャーク自治管区の旗               |              | コリャーク自治管区 (Коря́кский, Чав’чываокруг, Koryakia)                                                | アジア     | コリャーク人         | 26.7 %                            | 古シベリア諸語              | 正教会、シャーマニズム               | 50.5 %                                 | 25,157           |
| ネネツ自治管区の旗                   |              | ネネツ自治管区 (Не́нецкий, Ненёцие, Nenetsia)                                                           | ヨーロッパ | ネネツ人             | 18.7 %                            | サモエード諸語              | 正教会、シャーマニズム               | 62.4 %                                 | 41,546           |
| コミ・ペルミャク自治管区の旗         |              | コミ・ペルミャク自治管区 (Ко́ми-Пермя́цкий, Перым-Коми, Permyakia)                                       | ヨーロッパ | コミ人               | 59.0 %                            | フィン・ウゴル語派          | 正教会、シャーマニズム               | 38.2 %                                 | 136,076          |
| タイミル自治管区の旗                 |              | タイミル自治管区 （ドルガン・ネネツ自治管区） (Таймы́рский, Taymyria) (Долга́но-Не́нецкий, Dolgan-Nenets) | アジア     | ドルガン人、ネネツ人 | 21.5 %                            | テュルク諸語,サモエード諸語 | 正教会、シャーマニズム               | 58.6 %                                 | 39,786           |
| ウスチオルダ・ブリヤート自治管区の旗 |              | ウスチオルダ・ブリヤート自治管区 (Усть-Орды́нский Буря́тский, Усть-Ордын Буряадай, Ust-Orda Buryatia)    | アジア     | ブリヤート人         | 39.6 %                            | モンゴル諸語                | チベット仏教、シャーマニズム         | 54,4 %                                 | 135,327          |
| ヤマロ・ネネツ自治管区の旗           |              | ヤマロ・ネネツ自治管区 (Яма́ло-Нене́цкий, Ямалы-Ненёцие, Yamalia)                                        | アジア     | ネネツ人             | 5.2 %                             | サモエード諸語              | 正教会、シャーマニズム               | 58.8 %                                 | 507,006          |